# Banda musicale dell'Esercito Italiano
La banda musicale dell'Esercito Italiano è il complesso musicale istituzionale rappresentativo dell'intero Esercito Italiano.

## Storia
La fondazione ufficiale è avvenuta a Roma il 1º febbraio del 1964, per decisione dello stato maggiore dell'Esercito Italiano, con lo scopo diretto di creare un'unica istituzione musicale di rappresentanza nazionale, in uso per le cerimonie ufficiali e le esibizioni pubbliche, in sostituzione di altre diverse bande militari minori ormai del tutto disciolte.
In principio fu posta alle dipendenze del comando divisione dei "Granatieri di Sardegna", nel dicembre 1964 assunse un ordinamento che mantiene ancora oggi in un reparto largamente autonomo, sebbene gerarchicamente alle dipendenze del Comando delle Forze Operative Terrestri. La prima esibizione pubblica, con il "battesimo di fuoco" del nuovo complesso, ebbe luogo il 2 giugno del 1964 a Roma in occasione della parata militare per la celebrazione della fondazione della Repubblica Italiana.
Inizialmente formata da 126 orchestrali, sottufficiali e militari di truppa, attualmente è composta da 102 sottufficiali orchestrali, arruolati per concorso diretto. Gerarchicamente subordinata a un comandante, ufficiale superiore d'arma responsabile della disciplina e dell'impiego e a un maestro direttore per la cura dell'aspetto artistico e musicale. Coadiuvata da un comando e un plotone comando e servizi.
Da marzo 2019 la Banda dell’Esercito è diretta dal maggiore Filippo Cangiamila.

## Maestri direttori
- Mar. Magg. Pellegrino Caso (1964)
- Magg. Amleto Lacerenza (1964 - 1972)
- Mar. Magg. Francesco Sgritta (facente funzioni) (1972-1975)
- Ten. Col. Marino Bartoloni (1976 - 1994)
- Cap. Domenico Cavallo (facente funzioni) (1994 - 1997)
- Ten. Col. Fulvio Creux (1997 - 2013)
- Magg. Antonella Bona (in sede vacante) (2013 - 2019)
- Magg. Filippo Cangiamila (2019)

## Organigramma
| MAESTRO DIRETTORE      | MAESTRO DIRETTORE                     | Magg. Filippo CANGIAMILA | Magg. Filippo CANGIAMILA          |
| MAESTRO VICE DIRETTORE | MAESTRO VICE DIRETTORE                | Magg. Antonella BONA     | Magg. Antonella BONA              |
| ORCHESTRALI            | ORCHESTRALI                           | ORCHESTRALI              | ORCHESTRALI                       |
| ---------------------- | ------------------------------------- | ------------------------ | --------------------------------- |
|                        | STRUMENTO                             | PARTE                    | GRADO, NOME E COGNOME             |
| 1                      | 1° FLAUTO                             | 1° A                     | 1° Lgt. Clementina SAVINI         |
| 2                      | 2° FLAUTO                             | 2° B                     | VACANTE                           |
| 3                      | 3° FLAUTO                             | 3° B                     | 1° Lgt. Bernardo DI BLASI         |
| 4                      | OTTAVINO                              | 2° A                     | 1° Lgt. Simona ALTINI             |
| 5                      | 1° OBOE                               | 1° A                     | 1° Lgt. Italo PIRRONE             |
| 6                      | 2° OBOE                               | 2° A                     | 1° Lgt. Marco TARANTINO           |
| 7                      | 3° OBOE                               | 3° B                     | 1° Lgt. Massimo LAMARRA           |
| 8                      | CORNO INGLESE                         | 2° B                     | 1° Lgt. Lorenzo MARRAFFA          |
| 9                      | 1° CLARINETTO PICCOLO Lab             | 1° A                     | VACANTE                           |
| 10                     | 2° CLARINETTO PICCOLO Lab             | 2° B                     | 1° Lgt. Emanuela BARTOLINI        |
| 11                     | 1° CLARINETTO PICCOLO Mib             | 1° B                     | Mar. Ca. Livia TANCIONI           |
| 12                     | 2° CLARINETTO PICCOLO Mib             | 2° A                     | Mar. Ca. Angelo LA VILLA          |
| 13                     | 1° CLARINETTO Sib n° 1                | 1° A                     | 1° Lgt. Vincenzo ISAIA            |
| 14                     | 1° CLARINETTO Sib n° 2                | 1° B                     | 1° Lgt. Erasmo SPINOSA            |
| 15                     | 1° CLARINETTO Sib n° 3                | 2° A                     | VACANTE                           |
| 16                     | 1° CLARINETTO Sib n° 4                | 2° A                     | 1° Lgt. Emanuele GERACI           |
| 17                     | 1° CLARINETTO Sib n° 5                | 2° A                     | 1° Lgt. Franco ANGELONI           |
| 18                     | 1° CLARINETTO Sib n° 6                | 2° A                     | Mar. Ca. Alice IANNARILLI         |
| 19                     | 1° CLARINETTO Sib n° 7                | 2° B                     | 1° Lgt. Marco CARBONI             |
| 20                     | 1° CLARINETTO Sib n° 8                | 2° B                     | VACANTE                           |
| 21                     | 1° CLARINETTO Sib n° 9                | 3° A                     | 1° Lgt. Massimo TROGNONI          |
| 22                     | 1° CLARINETTO Sib n° 10               | 3° A                     | 1° Lgt. Sauro BASTIERI            |
| 23                     | 1° CLARINETTO Sib n° 11               | 3° B                     | 1° Lgt. Filippo MARINO            |
| 24                     | 1° CLARINETTO Sib n° 12               | 3° B                     | 1° Lgt. Piero ALONGI              |
| 25                     | 2° CLARINETTO Sib n° 1                | 1° B                     | 1° Mar. Gianmarco CORINTO         |
| 26                     | 2° CLARINETTO Sib n° 2                | 2° B                     | Mar. Ca. Fabrizio FORNATARO       |
| 27                     | 2° CLARINETTO Sib n° 3                | 2° B                     | Mar. Ca. Paola SPORTELLI          |
| 28                     | 2° CLARINETTO Sib n° 4                | 2° B                     | 1° Lgt. Giovanni DE SOCIO         |
| 29                     | 2° CLARINETTO Sib n° 5                | 3° A                     | Mar. Ord. Leonardo MARCHESE       |
| 30                     | 2° CLARINETTO Sib n° 6                | 3° A                     | 1° Lgt. Antonio FRANZÈ            |
| 31                     | 2° CLARINETTO Sib n° 7                | 3° A                     | 1° Lgt. Lorenzo PALERMO           |
| 32                     | 2° CLARINETTO Sib n° 8                | 3° A                     | 1° Lgt. Alessandro CAMILLI        |
| 33                     | 2° CLARINETTO Sib n° 9                | 3° B                     | 1° Lgt. Elia NAPOLITANO           |
| 34                     | 2° CLARINETTO Sib n° 10               | 3° B                     | 1° Lgt. Giuseppe ZAMBITO          |
| 35                     | 2° CLARINETTO Sib n° 11               | 3° B                     | Mar. Ord. Giulia TAMBORINO        |
| 36                     | 2° CLARINETTO Sib n° 12               | 3° B                     | 1° Lgt. Luca FULGENZIO            |
| 37                     | 1° CLARINETTO CONTRALTO Mib           | 1° B                     | 1° Lgt. Fabrizio MANNINO          |
| 38                     | 1° CLARINETTO CONTRALTO Mib RADDOPPIO | 3° A                     | 1° Lgt. Antonio Josè COCCA        |
| 39                     | 2° CLARINETTO CONTRALTO Mib           | 2° B                     | 1° Lgt. Marco VENNERI             |
| 40                     | 2° CLARINETTO CONTRALTO Mib RADDOPPIO | 3° B                     | Mar. Ord. Valentino VENTRIGLIA    |
| 41                     | 1° CLARINETTO BASSO Sib               | 1° A                     | 1° Lgt. Mark LA REGINA            |
| 42                     | 2° CLARINETTO BASSO Sib               | 2° B                     | Mar. Ca. Francesco GOTI           |
| 43                     | 3° CLARINETTO BASSO Sib               | 3° B                     | VACANTE                           |
| 44                     | CLARINETTO CONTRABBASSO Mib           | 3° A                     | 1° Mar. Rina MASTROTOTARO         |
| 45                     | CLARINETTO CONTRABBASSO Sib           | 3° A                     | Mar. Ca. Giulio BARBIERI          |
| 46                     | 1° SAX SOPRANO                        | 1° A                     | VACANTE                           |
| 47                     | 2° SAX SOPRANO                        | 3° A                     | 1° Lgt. Pierluigi PENSABENE BUEMI |
| 48                     | 1° SAX CONTRALTO                      | 1° B                     | 1° Mar. Alessandro SCALONE        |
| 49                     | 2° SAX CONTRALTO                      | 2° A                     | 1° Lgt. Vincenzo TAGLIENTI        |
| 50                     | 3° SAX CONTRALTO                      | 3° A                     | 1° Lgt. Vincenzo BLANCATO         |
| 51                     | 1° SAX TENORE                         | 1° B                     | 1° Lgt. Pietro CERNUTO            |
| 52                     | 2° SAX TENORE                         | 3° A                     | 1° Lgt. Renato TROMBÌ             |
| 53                     | 1° SAX BARITONO                       | 2° A                     | 1° Lgt. Francesco CIOCCA          |
| 54                     | 2° SAX BARITONO                       | 3° B                     | 1° Mar. Daniele CALÌ              |
| 55                     | 1° SAX BASSO                          | 2° B                     | 1° Lgt. Leonardo BOLOGNONE        |
| 56                     | 2° SAX BASSO                          | 3° B                     | 1° Lgt. Antonino BERTOLINO        |
| 57                     | 1° CONTRABBASSO AD ANCIA (FAGOTTO)    | 2° B                     | 1° Lgt. Gaetano LO BUE            |
| 58                     | 2° CONTRABBASSO AD ANCIA (FAGOTTO)    | 3° B                     | Mar. Ord. Antonio DE SANTIS       |
| 59                     | 1° CORNO                              | 1° A                     | VACANTE                           |
| 60                     | 2° CORNO                              | 2° B                     | 1° Lgt. Paolo DE GASPERIS         |
| 61                     | 3° CORNO                              | 2° A                     | Mar. Ca. Matteo Carmelo LEONE     |
| 62                     | 4° CORNO                              | 2° B                     | 1° Lgt. Adriano PELINO            |
| 63                     | 5° CORNO                              | 3° B                     | Mar. Ca. Andrea BRACALENTE        |
| 64                     | 1° TROMBA Sib                         | 1° A                     | 1° Lgt. Daniele CHERUBINO         |
| 65                     | 2° TROMBA Sib                         | 2° A                     | 1° Lgt. Toni ORLANDI              |
| 66                     | 3° TROMBA Sib                         | 3° B                     | Mar. Ord. Elisa GEROLIMETTO       |
| 67                     | 1° TROMBA Fa                          | 1° B                     | 1° Lgt. Marco SCAMOLLA            |
| 68                     | 2° TROMBA Fa                          | 2° B                     | 1° Lgt. Giovanni GIGLIONI         |
| 69                     | 3° TROMBA Fa                          | 3° B                     | Mar. Ca. Andrea TASSINI           |
| 70                     | 1° TROMBA BASSA Sib                   | 1° B                     | VACANTE                           |
| 71                     | 2° TROMBA BASSA Sib                   | 3° A                     | 1° Lgt. Antonello MARCELLI        |
| 72                     | 1° TROMBONE                           | 1° B                     | 1° Lgt. Enrico BASILICO           |
| 73                     | 2° TROMBONE                           | 2° B                     | 1° Lgt. Giovanni GIORDANO         |
| 74                     | 3° TROMBONE                           | 3° B                     | 1° Lgt. Fernando IMPERATORE       |
| 75                     | TROMBONE BASSO Fa                     | 2° A                     | VACANTE                           |
| 76                     | TROMBONE CONTRABBASSO Sib             | 3° A                     | 1° Lgt. Francesco D'ORAZIO        |
| 77                     | 1° FLICORNO SOPRANINO Mib             | 1° A                     | 1° Lgt. Andrea RAPAGLIÀ           |
| 78                     | 2° FLICORNO SOPRANINO Mib             | 1° B                     | 1° Lgt. Antonio DRIMACO           |
| 79                     | 1° FLICORNO SOPRANO Sib               | 1° A                     | 1° Lgt. Vincenzo RICCIO           |
| 80                     | 1° FLICORNO SOPRANO Sib RADDOPPIO     | 2° A                     | 1° Lgt. Marco DI TOMASO           |
| 81                     | 2° FLICORNO SOPRANO Sib               | 2° A                     | 1° Lgt. Maurizio NERBANO          |
| 82                     | 2° FLICORNO SOPRANO Sib RADDOPPIO     | 3° B                     | 1° Lgt. Giuseppe PINO             |
| 83                     | 1° FLICORNO CONTRALTO Mib             | 1° B                     | 1° Lgt. Francesco MARSIGLIESE     |
| 84                     | 2° FLICORNO CONTRALTO Mib             | 2° B                     | 1° Lgt. Andrea ROSSI              |
| 85                     | 3° FLICORNO CONTRALTO Mib             | 3° B                     | 1° Mar. Giuseppe BONAFINE         |
| 86                     | 1° FLICORNO TENORE Sib                | 1° A                     | 1° Lgt. Maurizio GAROFALO         |
| 87                     | 2° FLICORNO TENORE Sib                | 2° A                     | Mar. Ca. Domenico CIMA            |
| 88                     | 3° FLICORNO TENORE Sib                | 3° B                     | 1° Lgt. Federico SALMASO          |
| 89                     | 1° FLICORNO BASSO Sib                 | 1° A                     | 1° Lgt. Giuliano CERBARANO        |
| 90                     | 2° FLICORNO BASSO Sib                 | 2° B                     | 1° Lgt. Francesco BERTINO         |
| 91                     | 3° FLICORNO BASSO Sib                 | 3° B                     | 1° Lgt. Vito CATALDO              |
| 92                     | 1° FLICORNO CONTRABBASSO Sib          | 1° B                     | VACANTE                           |
| 93                     | 2° FLICORNO CONTRABBASSO Sib          | 2° B                     | VACANTE                           |
| 94                     | 3° FLICORNO CONTRABBASSO Sib          | 3° B                     | 1° Mar. Antonio TIRELLI           |
| 95                     | FLICORNO BASSO GRAVE Fa               | 2° A                     | 1° Lgt. Salvatore FARINA          |
| 96                     | FLICORNO BASSO GRAVE Mib              | 3° A                     | 1° Lgt. Sergio CESOLINI           |
| 97                     | TIMPANI                               | 1° B                     | 1° Lgt. Riccardo ANGELINI         |
| 98                     | 1° TAMBURO                            | 2° A                     | Mar. Ca. Tommaso CAPUANO          |
| 99                     | 2° TAMBURO                            | 3° B                     | VACANTE                           |
| 10                     | GRANCASSA                             | 2° A                     | VACANTE                           |
| 101                    | 1° PIATTI                             | 2° B                     | 1° Mar. Enrico CIULLO             |
| 102                    | 2° PIATTI                             | 3° B                     | VACANTE                           |
| ARCHIVISTA             |                                       |                          |                                   |
| 103                    |                                       | 3° B                     | VACANTE                           |